# Porpoloma aranzadii
Porpoloma aranzadii är en svampart som beskrevs av Laskibar, P. Arrill. & Bon 2001. Porpoloma aranzadii ingår i släktet Porpoloma och familjen Tricholomataceae.   Inga underarter finns listade i Catalogue of Life.